# Clemens Kissel
Clemens Kissel (* 3. Mai 1849 in Mainz; † 25. Dezember 1911 ebenda) war ein deutscher Graveur, Zeichner und Schriftsteller in Mainz.

## Leben
Er war der älteste Sohn des Mainzer Graveurs Heinrich Emil Kissel, wohnhaft im Haus Mittlere Bleiche. Als 17-Jähriger nahm er wohl aktiv am Deutschen Krieg teil. Er erlernte zunächst bei seinem Vater das Handwerk des Chemigrafen und damit die Herstellung von Druckplatten. Danach war er Schüler von Joseph Boudin an der Mainzer Gewerbeschule.
Seit 1887 führte er seine „Hofkunstanstalt für Zinkätzung“ in der Zanggasse 13, seine Privatwohnung hatte er in der Gärtnergasse 22. Er war unter anderem auch bekannt für seine kunstvollen Exlibris- und Wappen-Entwürfe.

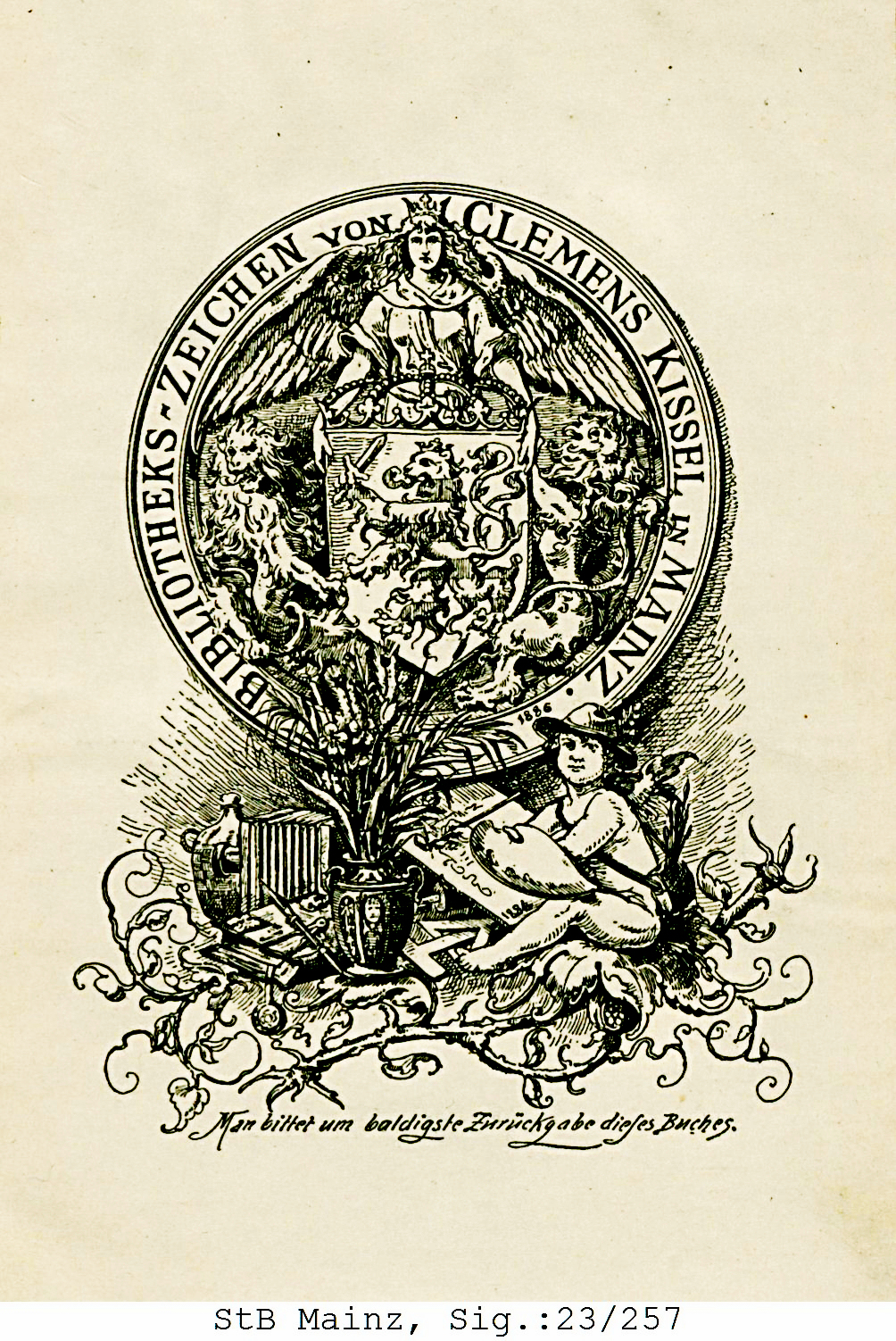
Exlibris des Künstlers Clemens Kissel aus dem Buch Zunft-Wappen und Handwerker-Insignien / zsgest. von Alfred Grenser. Frankfurt am Main: Rommer, 1889. Signatur der Stadtbibliothek Mainz: 23 / 257

Kissel galt und gilt als äußerst talentierter und vielseitiger Künstler des 19. Jahrhunderts. So wurde er im Jahr 1875 als erst 27-Jähriger vom Mainzer Domkapitel beauftragt, die durch die Pulverturmexplosion am 18. November 1857 beschädigte zweite große astronomische Uhr des Priestermechanikers Alexius Johann im bischöflichen Palais wieder funktionsfähig zu machen, was ihm mit Hilfe von Uhrmachern auch gelang. Im Mainzer Tagblatt vom 18. Januar 1876 und im Mainzer Journal vom 23. Mai 1876 berichtete er ausführlich über diese Uhr.
Seine künstlerische Vielseitigkeit wird auch dadurch erkennbar, dass er sogar 1883 und 1888 die ersten beiden Uniformen für die Mainzer Prinzengarde entwarf – in Schnitt und Farbe der Montur der kurmainzischen Füsiliere des späten 18. Jahrhunderts ähnelnd. Im Jahr 1893 entwarf er die dritte Uniform im Stil der Wallensteinschen Reiter.

## Werke
- Wappen-Buch des deutschen Episcopates. Rommel, Frankfurt 1891 (Digitalisat)
- Alte historische Adelshöfe in Mainz. 1. und 2. Heftchen. Mainz, L. Wilckens, 1899. 2. Auflage
- Die alten Festungswerke von Mainz sowie kurze Geschichte der Kur-Mainzer Truppen. Mainz, L. Wilckens, 1899